# Hildaura E. Acosta de Patiño
Hildaura E. Acosta de Patiño (Volcán, Chiriquí, Rep. de Panamá, 6 de mayo de 1960) es profesora, farmacóloga e investigadora panameña, cuyos trabajos se han enfocado en farmacología, toxicología, farmacovigilancia y en la enfermedad renal crónica de origen no tradicional.
Ha sido desde 1994 profesora regular del Departamento de Farmacología de la Facultad de Medicina de la Universidad de Panamá, en las carreras de Medicina, Odontología y Medicina Veterinaria. Además, ha desempeñado diversos cargos en la Universidad de Panamá, a través de los cuales ha gestado programas académicos también generado capacidades nacionales, trabajado en investigación científica de temas prioritarios para el país y con ello continúa realizando contribuciones en pro de la salud pública de Panamá.

## Biografía
Estudió su licenciatura en Farmacia en 1982 y completó un Profesorado de Segunda Enseñanza en 1986, ambos en la Universidad de Panamá.  En 1989 culminó un magister scientiarum en Farmacología en la Universidad Central de Venezuela, Venezuela y en 1995 realizó en la Universidad de La Habana, Cuba, el Curso de posgrado en Toxicología Clínica.
- Desde el 2018 ha sido Coordinadora del Programa de Maestría en Toxicología de la Vicerrectoría de Investigación y Postgrado de la Universidad de Panamá.[1][2]
- Desde el 2006 tiene el cargo de Directora del Centro de Investigación e Información de Medicamentos y Tóxicos (CIIMET), de la Facultad de Medicina de la Universidad de Panamá.[3][4][5]
- Desde el 2007 ha sido Profesora Regular con dedicación exclusiva a investigación de la Universidad de Panamá, con validación a través del Acuerdo del Consejo Académico n.º 20-07 del 2007, el cual se renueva cada año.
- Desde el 2005 ha sido Coordinadora Nacional del Programa Salud y Trabajo en América Central (SALTRA), como representante de Panamá en el Proyecto Regional con auspicio del gobierno de Suecia.[6]
- Desde 1994 se ha desempeñado como Profesora Regular en el Departamento de Farmacología de la Facultad de Medicina, Universidad de Panamá (Carreras de Medicina, Odontología y Medicina Veterinaria).

Dentro de la Universidad de Panamá ha ocupado diversos cargos administrativos:
- 2008 a 2010: Coordinadora del Programa de Especialización en Farmacoterapia y Gestión Clínica del Medicamento
- 2003–2006: Directora del Departamento de Farmacología, Facultad de Medicina, Universidad de Panamá
- 2000-2003: Directora Asociada Sección Toxicológica del Centro de Investigación e Información de Medicamentos y Tóxicos (CIIMET), Facultad de Medicina, Univ. de Panamá.
- 1999- 2001: Miembro de la Comisión de Evaluación Institucional y Acreditación de la Universidad de Panamá.
- 2001-2007: Coordinadora Nacional y Facilitadora Diplomados de Toxicología Clínica y Toxicología de Plaguicidas. Facilitadora de los Diplomados de Toxicología Ambiental. Organizadora de Simposios y Jornada de Toxicología.

### Patente en trámite
Es parte de un esfuerzo conjunto por desarrollar un antiveneno específico para Panamá, en donde los grupos de investigación de la Universidad de Panamá y de la Universidad Nacional Autónoma de México demostraron que los anticuerpos obtenidos bajo el esquema de inmunización informado muestran una mejor neutralización que otros antivenenos comerciales informados. Con esto se viabiliza la posibilidad de contar con un antiveneno propio para Panamá, sin necesidad de importar.
Con los resultados obtenidos, se encuentra en trámite una Patente con la Universidad Nacional Autónoma de México y la Universidad de Panamá, mediante el Convenio de co-titularidad para la invención denominada Inmunógenos recombinantes para la producción de anticuerpos contra el veneno de alacranes del género tityus y centruroides. Firmado el 2 de agosto de 2021. Aprobado en el Consejo Administrativo n.º 5-21 celebrado el 11 de agosto de 2021.  Refrendado el 3 de febrero de 2022.

## Premios y reconocimientos
- Premiación por el mejor trabajo de graduación y por ocupar el segundo puesto de honor en la promoción 1981-1982 de la Escuela de Farmacia de la Universidad de Panamá.
- Mención honorífica por el trabajo de graduación presentado para optar por el título de magister scientiarum en Farmacología. Facultad de Farmacia, Universidad Central de Venezuela en 1989.
- Premio Bienal de Postgrado al Trabajo de Graduación presentado para optar por el título de magister scientiarum.  Facultad de Farmacia, Universidad Central de Venezuela, noviembre de 1995.
- Medalla Las Palmas de Oro otorgada por la Federación Farmacéutica Centroamericana y el Caribe por la labor de organización del XXIII Congreso Centroamericano y El Caribe de Ciencias Farmacéuticas, noviembre de 1996.
- Seleccionada para la publicación Inspiro y Creo. Publicación de la Asociación IEEE – Panamá 2021.[9][10]
- Reportaje en segmento de Mentes Brillantes de Telemetro Reporta, el 22 de noviembre de 2021.[11]
- Premio al Mérito Gremial 2021, expedido por la Federación de Sociedades y Asociación Hispanas de América del Norte, Centro América y el Caribe de la Ciencia de los Animales de Laboratorio (FeSAHANCCCAL), por su contribución en favor del avance de la Ciencia de los Animales de Laboratorio en la República de Panamá. Expedido el 3 de diciembre de 2021.
- Reconocimiento como Pionera de la Ciencia en Panamá, publicación realizada por el Centro Internacional de Estudios Políticos y Sociales - AIP (CIEPS) y financiado por la Secretaría Nacional de Ciencia, Tecnología e Innovación (SENACYT) 2022.[12][13][14]
- Reconocimiento a profesionales de Farmacia panameñas en el sector de la educación y la investigación, por el Colegio Nacional de Farmacéuticos (Conalfarm), 2023[15]

## Publicaciones
Cuenta Autoría o co-autoría en más de una treintena de publicaciones científicas, libros y direcciones de tesis, entre las cuales destacan las siguientes:

### Autoría y co-autoria en publicaciones científicas
- A proteomic overview of the major venom components from Tityus championi from Panama - 2023.
- Efecto de la frecuencia alimenticia y tipo de alimento en Tityus asthenes Pocock, 1983 (Scorpiones: Buthidae) en cautiverio - 2023.
- Genetic diversity of medically important scorpions of the genus Cenruroides (Buthidae) form Panama including two endemic species -  2022.
- Venom diversity in the Neotropical scorpion genun Tityus: Implications for antivenom design emerging from molecular and immunochemical analyses across endemic areas of scorpionism - 2020.
- Geographical variability of the venoms of four populations of Bothrops asper from Panama: Toxicological analysis and neutralization by a polyvalent antevenom - 2017.
- Diagnóstico sobre los efectos a la salud y el ambiente por la exposición al plomo en Centroamérica y República Dominicana. Informe Final - 2013.
- Estudio epidemiológico-clínico de las intoxicaciones registradas en los Hospitales Aquilino Tejeira y Marcos Robles de la provincia de Coclé: Año 1993.[16]
- Estudio epidemiológico-clínico de las intoxicaciones registradas en el Hospital del Niño y el Complejo Hospitalario Dr. Arnulfo Arias Madrid de la Ciudad de Panamá durante 1993.[17]
- Estudio epidemiológico-clínico de las intoxicaciones registradas en los principales Hospitales de República de Panamá.  Año 1993.  Hospital Manuel Amador Guerrero de la provincia de Colon y los Hospitales Regionales de Chepo, Nicolás Solano y Santo Tomás.[18]

### Autoría o co-autoría en publicaciones
- Los escorpiones y el escorpionismo en Panamá - Volumen I[19]
- Lecciones aprendidas: investigaciones sobre el veneno de escorpiones en Panamá[20][21]
- Experiencia exitosa: aportes del Centro SALTRA-Panamá, en docencia, extensión e investigación - 2015.

#### Dirección de tesis
- Dirigió la tesis de maestría: Variación geográfica de la actividad farmacológica y tóxica del veneno de Bothrops asper de Panamá - 2016.
- Dirigió la tesis de maestría: Caracterización bioquímica, farmacológica y toxicológica del veneno de Bothrops asper de la República de Panamá